# Вернер X фон дер Шуленбург
Вернер X фон дер Шуленбург (на немски: Werner X von der Schulenburg; † 9 декември 1494) е благородник от „Черната линия“ от род фон дер Шуленбург в Бетцендорф в Саксония-Анхалт.
Той е големият син на рицар Вернер VIII фон дер Шуленбург († 1445), хауптман на Алтмарк, и съпругата му Барбара фон Есторф (* ок. 1360), дъщеря на Зегебанд II фон Есторф († 1396) и Грете фон дер Оедерне (* ок. 1320).
Брат е на Бернхард VII фон дер Шуленбург († 1498), „кнапе“ Ханс IV фон дер Шуленбург († пр. 1503), Вернер IX/XI фон дер Шуленбург († 1515), Рихард I фон дер Шуленбург († 1491), Дитрих V фон дер Шуленбург († 1491/1494) и Елизабет/Илза фон дер Шуленбург († 1486), омъжена за Вернер II фон Алвенслебен († 1472/1477).

## Фамилия
Вернер X фон дер Шуленбург се жени за Армгард фон Бартенслебен, дъщеря на Гюнтер фон Бартенслебен (1405 – 1453) и София фон Алвенслебен († ок. 1461). Те имат дъшеря:
- Маргарета фон дер Шуленбург, омъжена за Дитрих фон Оперсхаузен († 1475/1482), син на Йохан фон Оперсхаузен († 1475/1484) и Илза фон Ходенберг († сл. 1489)